# Hiéreia (palais byzantin)

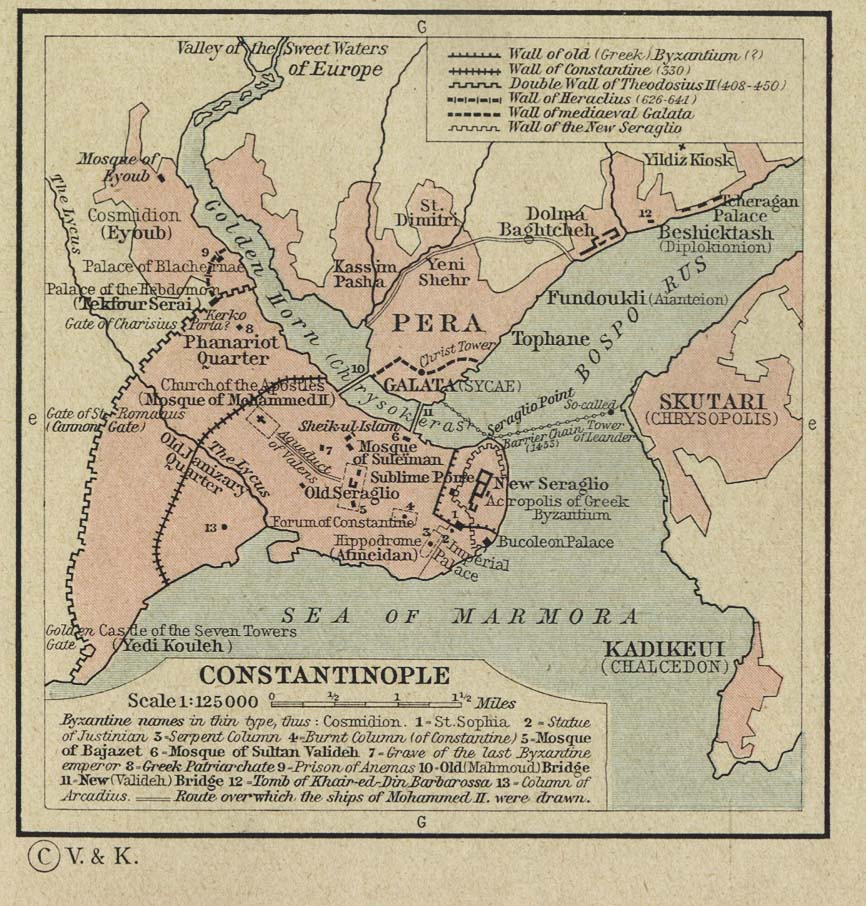
Carte de Constantinople

Hiéreia (en grec byzantin Ἱερεῖα, Ἱερία ou Ἡρία) était à l'époque byzantine une localité de la banlieue de Constantinople, sur la rive asiatique de la Mer de Marmara, non loin du débouché du Bosphore, qui abritait l'une des principales résidences impériales, le palais de Hiéreia. Cet endroit correspond à l'actuelle presqu'île de Fenerbahçe (anciennement Phanaraki), au sud-est de Kadıköy (l'antique Chalcédoine). 
Procope de Césarée mentionne dans son ouvrage Sur les édifices que Justinien y construisit une église dédiée à la Vierge, et un palais doté d'un port. Héraclius y résida à plusieurs reprises, en 611 et vers 636. Le palais passa surtout à la postérité pour avoir abrité le premier concile iconoclaste en 754.
Le palais continua d'être fréquenté par les empereurs jusqu'en 1203 : Basile Ier y ajouta une chapelle dédiée au prophète Élie, et Constantin VII y réalisa également des travaux.